# Xã Tinicum, Quận Bucks, Pennsylvania
Xã Tinicum (tiếng Anh: Tinicum Township) là một xã thuộc quận Bucks, tiểu bang Pennsylvania, Hoa Kỳ. Năm 2010, dân số của xã này là 3.995 người.